# Gorla Minore
Gorla Minore est une commune de la province de Varèse en Lombardie (Italie).

## Toponyme
Dérivé du terme gulula, diminutif du latin gula: cavité.
Pourrait également résulter de gurgula, du latin gurgus: gorge.

## Administration
| Période                                  | Période  | Identité            | Étiquette    | Qualité |
| ---------------------------------------- | -------- | ------------------- | ------------ | ------- |
| 14 juin 2004                             | En cours | Giuseppe Migliarino | Lista Civica |         |
| Les données manquantes sont à compléter. |          |                     |              |         |

### Hameaux
Lazzaretto, Cascina Mirabello, Villa Solbiati, Sciaccona, Vacche, Nasaccia, Cascina Deserto

### Communes limitrophes
| Gorla Maggiore |              | Mozzate (CO)    |
| Solbiate Olona | Gorla Minore | Cislago         |
| Olgiate Olona  | Marnate      | Rescaldina (MI) |

### Évolution démographique
Habitants recensés